# Gobiosoma
Genre
Gobiosoma est un genre de poissons de la famille des Gobiidae, regroupant certaines des espèces de gobies.

## Liste d'espèces
Selon ITIS:
- Gobiosoma bosc (Lacepède, 1800)
- Gobiosoma chiquita (Jenkins & Evermann, 1889)
- Gobiosoma ginsburgi Hildebrand & Schroeder, 1928
- Gobiosoma grosvenori (Robins, 1964)
- Gobiosoma hemigymnum (Eigenmann & Eigenmann, 1888)
- Gobiosoma hildebrandi (Ginsburg, 1939)
- Gobiosoma homochroma (Ginsburg, 1939)
- Gobiosoma longipala Ginsburg, 1933
- Gobiosoma lori (Colin, 2002)
- Gobiosoma nudum (Meek & Hildebrand, 1928)
- Gobiosoma paradoxum (Günther, 1861)
- Gobiosoma parri Ginsburg, 1933
- Gobiosoma puncticulatus Ginsburg, 1938
- Gobiosoma robustum Ginsburg, 1933
- Gobiosoma schultzi (Ginsburg, 1944)
- Gobiosoma spes (Ginsburg, 1939)
- Gobiosoma spilotum (Ginsburg, 1939)
- Gobiosoma yucatanum Dawson, 1971

### Autres taxons
La liste ci-après prend pour référence FishBase, et regroupe les taxons autrefois classés dans Gobiosoma, déplacés ou synonymes :
- Gobiosoma amurensis, synonyme de Saurogobio dabryi[1]
- Gobiosoma atronasum, synonyme de Elacatinus atronasus[2]
- Gobiosoma brocki, synonyme de Elacatinus digueti[3]
- Gobiosoma caspium, synonyme de Caspiosoma caspium[4]
- Gobiosoma ceuthoecum, synonyme de Barbulifer ceuthoecus[5]
- Gobiosoma chancei, synonyme de Elacatinus chancei[6]
- Gobiosoma digueti, synonyme de Elacatinus digueti[3]
- Gobiosoma dilepis, synonyme de Elacatinus dilepis[7]
- Gobiosoma etheostoma, synonyme de Aboma etheostoma[8]
- Gobiosoma evelynae, synonyme de Elacatinus evelynae[9]
- Gobiosoma fasciatum, synonyme de Cryptocentrus fasciatus[10]
- Gobiosoma histrio, synonyme de Aruma histrio[11]
- Gobiosoma horsti, synonyme de Elacatinus lori[12]
- Gobiosoma gemmata, synonyme de Elacatinus gemmatus[13]
- Gobiosoma gemmatum, synonyme de Elacatinus gemmatus[13]
- Gobiosoma genie, synonyme de Elacatinus genie[14]
- Gobiosoma guttulatum, synonyme de Scartelaos histophorus[15]
- Gobiosoma illecebrosum, synonyme de Elacatinus lori[12]
- Gobiosoma insignum, synonyme de Schismatogobius insignus[16]
- Gobiosoma ios, synonyme de Clevelandia ios[17]
- Gobiosoma longipinne, synonyme de Evermannia longipinnis[18]
- Gobiosoma longum, synonyme de Nes longus[19]
- Gobiosoma louisae, synonyme de Elacatinus louisae[20]
- Gobiosoma macrodon, synonyme de Elacatinus macrodon[21]
- Gobiosoma marmoratum, synonyme de Schismatogobius marmoratus[22]
- Gobiosoma multifasciatum, synonyme de Elacatinus multifasciatus[23]
- Gobiosoma novemlineatum, synonyme de Ginsburgellus novemlineatus[24]
- Gobiosoma oceanops, synonyme de Elacatinus oceanops[25]
- Gobiosoma pallens, synonyme de Elacatinus pallens[26]
- Gobiosoma pallida, synonyme de Schismatogobius pallidus[27]
- Gobiosoma pantherinum, synonyme de Barbulifer pantherinus[28]
- Gobiosoma polyporosum, synonyme de Aboma etheostoma[8]
- Gobiosoma prochilos, synonyme de Elacatinus prochilos[29]
- Gobiosoma puncticulatum, synonyme de Elacatinus puncticulatus[30]
- Gobiosoma punctularum, synonyme de Scartelaos histophorus[15]
- Gobiosoma randalli, synonyme de Elacatinus randalli[31]
- Gobiosoma saucrum, synonyme de Elacatinus saucrus[32]
- Gobiosoma spiritisancti, synonyme de Barbulifer pantherinus[28]
- Gobiosoma tenox, synonyme de Elacatinus tenox[33]
- Gobiosoma thomasi, synonyme de Sicydium punctatum[34]
- Gobiosoma vulgare, synonyme de Hetereleotris vulgaris[35]
- Gobiosoma xanthiprora, synonyme de Elacatinus xanthiprora[36]
- Gobiosoma zebrella, synonyme de Elacatinus zebrellus[37]
- Gobiosoma zosterurum, synonyme de Evermannia zosterura[38]